# Джеф Рейн-Аделаид
Джеф Рейн-Аделаид (на френски: Jeff Reine-Adelaïde; роден на 17 януари 1998 г. в Шампини сюр Марн) е френски футболист, играе като полузащитник, и се състезава за италианския Салернитана.

## Клубна кариера
Роден в Шампини сюр Марн. Рейн-Аделаид започва кариерата си в отбора на Ланс, където играе за резервния отбор. На 18 април 2015 година е повикан в първия отбор за мача срещу Мец, но остава неизползвана резерва при загубата с 3-1.
През лятото на 2015 година Джеф подписва с английския гранд Арсенал. Дебюта си прави в приятелксия турнир Емирейтс Къп срещу отбора от родината му Олимпик Лион.
Професионалния си дебют прави на 9 януари 2016 година в турнира ФА Къп, заменяйки в 81-вата минута Джоел Кембъл срещу отбора на Съндърланд, а Арсенал печели с 3-1 на Емирейтс Стейдиъм.

## Национален отбор
Рейн-Аделаид представя националните гарнитури на родината си Франция до 16 и до 17 години, а към момента се подвизава за Франция до 18 години.
Джеф е част от отбора на Франция до 17 години, който печели Европейското първенство до 17 години през 2015 година, провело се в България.

## Успехи

### Национален отбор
- Европейско първенство за юноши до 17 години: 2015